# Monofisismo
El monofisismo (del griego μονο- mono- 'mono-' y φύσις phýsis 'naturaleza') es una doctrina que niega que en Jesucristo haya dos naturalezas. Se identifica generalmente como eutiquianismo, nombre dado a la doctrina de Eutiques, que no admitía sino una sola naturaleza en Jesucristo.
El dogma, definido en Calcedonia y mantenido por la Iglesia ortodoxa y la Iglesia católica, sostiene que en Cristo existen dos naturalezas, la divina y la humana «sin separación» y «sin confusión», según el símbolo niceno-constantinopolitano. Sin embargo, el monofisismo mantiene que en Cristo existen las dos naturalezas, «sin separación» pero «confundidas», de forma que la naturaleza humana se pierde, absorbida, en la divina.

## Historia

### Origen de la controversia
El monofisismo tiene su origen en las disputas cristológicas que tuvieron lugar en Oriente durante el siglo IV, como consecuencia de la postura ortodoxa fijada en el Segundo Concilio Ecuménico, celebrado en Constantinopla en 381 y que, para condenar el arrianismo, mantenía la igualdad de esencia entre el Padre y el Hijo.
Posteriormente, Nestorio, como Patriarca de Constantinopla, y la escuela teológica de Antioquía, defienden que en Jesucristo existen dos personas, la divina y la humana, las cuales están totalmente separadas (nestorianismo). Esto sería refutado en el Concilio de Éfeso del año 431.
Frente a esta postura se alzaron Cirilo de Alejandría, como Patriarca de Alejandría y la escuela filosófica de dicha sede patriarcal, los cuales afirman que Jesucristo es una persona en la cual existen dos naturalezas, la divina y la humana, las cuales no están separadas.
La disputa, que no es sólo religiosa, sino también política, al estar detrás de ella la supremacía patriarcal de Constantinopla o de Alejandría, obliga al papa Celestino I a convocar un sínodo que se celebró en Roma en 430 y que condenó las tesis de Nestorio aprobando las de Cirilo, que sostiene que en Jesucristo no hay dos personas sino solo una en la que sus dos naturalezas no están separadas.
Ante la condena, Nestorio convenció al emperador Teodosio II para que convocara un concilio que ponga fin a la discrepancia entre los nestorianos y los cirilistas.
Dicho concilio se celebró en Éfeso, Anatolia, en 431 y constituyeron al Tercer Concilio Ecuménico en cuya primera sesión, aprovechando la ausencia de Nestorio y de sus representantes, Cirilo consiguió la aprobación de un decreto en el que se condenaron las tesis nestorianas y consiguieron la excomunión del patriarca constantinopolitano.
Cuando los nestorianos llegaron al concilio celebraron una asamblea en la que condenaron las tesis cirilistas y excomulgaron a su vez a Cirilo.
Ante esta situación, el emperador Teodosio II  optó por encarcelar y declarar depuestos a Cirilo y Nestorio, aunque posteriormente, fue persuadido por los legados papales para que aceptara las tesis de Cirilo y liberara a los dos patriarcas, volviendo Cirilo a Alejandría y retirándose Nestorio a un monasterio de Antioquía.

### Desarrollo y condena
Con el Concilio de Éfeso no se llegó a una solución definitiva, ya que las disputas continuaron incluso tras la muerte de Cirilo en 444. Así, Eutiques, abad de un monasterio de Constantinopla, llevó al extremo las ideas de Cirilo al afirmar además que, después de la encarnación, la humanidad de Cristo es en esencia distinta a la nuestra.
Esta nueva postura obligó a la celebración, en 449, de un nuevo concilio en Éfeso presidido por Dióscoro, sucesor de Cirilo, quien, negándose a admitir a los legados del papa León I y a los teólogos antioquenos más importantes, logró que se reconociera el miafisismo como la doctrina oficial de la Iglesia.
El papa León no reconoció el resultado de dicho concilio, al que se referirá no como concilium sino como latrocinium (Latrocinio de Éfeso), y convocará con el apoyo de la emperatriz Pulqueria y su marido Marciano el Cuarto Concilio Ecuménico que celebrado en Calcedonia en 451, depuso a Dióscoro, condenó como herética a la doctrina miafisita y establecería los cuatro adjetivos que establecen la ortodoxia tanto frente a los miafisitas (iglesias ortodoxas orientales) : inconfuse e inmutabiliter, como a los herejes nestorianos: indivise e inseparabiliter.

### Cisma de las Iglesias ortodoxas orientales
La condena realizada en Calcedonia no fue aceptada por las congregaciones egipcias o coptas, por lo que el patriarca de Alejandría Timoteo Eluro en el 457 rechazó el concilio y excomulgó al papa y al resto de los patriarcas dando origen a la Iglesia copta. Los enviados armenios, que llegaron tarde al Concilio, tampoco aceptaron la condena, surgiendo la Iglesia apostólica armenia. 
Algunas comunidades en Siria también estaban contra Calcedonia, por lo que posteriormente durante la época de Justiniano I estas comunidades fueron organizadas y lideradas por Jacobo Baradeo (Iakub Bar Adai) de Edesa, amigo de la célebre  emperatriz bizantina Teodora, fundando la Iglesia ortodoxa siríaca (también llamada jacobita). 
Así, se formaron las Iglesias ortodoxas orientales, entre las que también se encuentran la Iglesia ortodoxa siria de Malankara, la Iglesia Ortodoxa Tewahedo de Etiopía  y la Iglesia Ortodoxa Tewahedo de Eritrea.